# Assedio di Danzica (1308)
Con assedio di Danzica del 1308 (o presa di Danzica) si fa riferimento alla conquista della città di Danzica (Gdańsk) da parte dello Stato monastico dell'Ordine teutonico avvenuta il 13 novembre 1308. Tale evento fu seguito da un massacro degli abitanti e segnò l'inizio delle tensioni tra la Polonia e l'ordine teutonico. In origine, i cavalieri si trasferirono nella fortezza come alleati della Polonia contro la Marca di Brandeburgo. Tuttavia, dopo le contese sul controllo della città tra l'ordine e il re polacco, i combattenti fedeli alla prima fazione citata uccisero alcuni abitanti all'interno delle mura cittadine ed espugnarono il centro abitato. Tale evento è conosciuto altresì come massacro di Danzica (rzeź Gdańska): sebbene nel passato la veridicità della carneficina fu oggetto di dibattito storiografico, oggi si ritiene unanimemente che il massacro sia realmente avvenuto, anche se con numeri inferiori rispetto a quelli solitamente tramandati dalle fonti. Inoltre, parte della città fu incendiata nel contesto della presa.
Dopo la conquista, l'ordine conquistò tutta la Pomerelia (Pomerania di Danzica) e acquistò i diritti prima rivendicati sulla regione dal Brandenburgo nel trattato di Soldin (1309). Il conflitto con la Polonia fu temporaneamente risolto nel trattato di Kalisz del 1343: la città tornò infine sotto il controllo polacco con il trattato di Toruń del 1466.

## Antefatti
Nel XIII secolo, il ducato della Pomerelia era governato dai membri dei Samboridi, in origine scudieri dei re e duchi dei Piast, la dinastia regnante polacca. Gli scudieri affermarono il loro potere da roccaforti fortificate: la più grande dell'area era situata in quella che oggi è la vecchia città di Danzica. Il centro adiacente si sviluppò da piccolo centro di mercanti a punto commerciale che godeva del diritto di Lubecca, concesso dal duca Świętopełk II nel 1224.

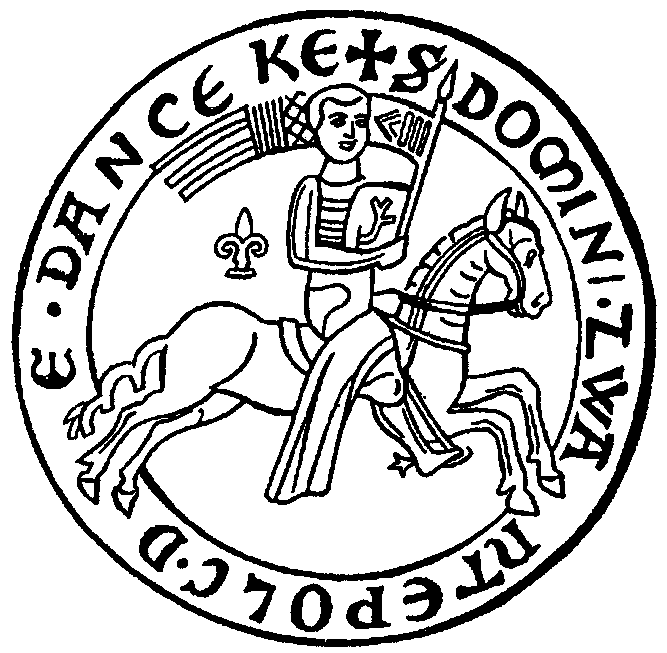
Swietopelk II, 1228

Sotto Świętopełk II, Danzica proseguì la sua strada verso un ruolo di primo piano situato sulla Vistola inferiore.
Il Margraviato di Brandeburgo entrò in scena dopo che Mestwin II, figlio di Świętopełk, concluse con loro il trattato di Arnswalde, per ricevere l'aiuto contro suo fratello, Wartislaw. I margravi presero la città nel 1270-71 da Wartislaw, ma non la trasferirono a Mestwin fino a che quest'ultimo riuscì a obbligarli concludendo un'alleanza con Boleslao il Pio, duca della Grande Polonia. Sotto la guida del Brandeburgo emersero dei conflitti tra i popoli tedeschi e slavi, che costarono molte vite. Nel trattato di Kępno del 1282 Mestwin II promise il suo ducato di Pomerelia al suo alleato Przemysł II, duca e futuro re di Polonia, che succedette al duca dopo la morte di Mestwin nel 1294.
Anche i margravi di Brandeburgo rivendicarono la regione e fecero assassinare Przemysł all'inizio del 1296. Ladislao I il Breve (Łokietek), successore di Przemysł, aveva solo un leggero controllo della Pomerelia e di Danzica, mentre il potere effettivo rimaneva nelle mani della famiglia locale di Swienca, salito al potere già sotto Mestwin II. Nel 1301, un anno dopo che Venceslao II di Boemia fu incoronato re di Polonia, i principi di Rugia, i quali rivendicavano anch'essi diritti sulla Pomerelia, lanciarono una spedizione. Venceslao, che con la corona polacca aveva acquisito il diritto alla Pomerelia, chiese l'intervento a suo sostegno dell'ordine teutonico. Quest'ultimo occupò in fretta Danzica, scacciò i principi di Rugia e, infine, lasciò il luogo nel 1302. Sebbene il re norvegese Haakon sostenesse le rivendicazioni di Rugia, la sua chiamata d'aiuto del 1302 alle città anseatiche rimase senza risposta.
Venceslao II morì nel 1305 e fu succeduto da Venceslao III, ucciso però già nel 1306. In un trattato dell'8 agosto 1305, i margravi di Brandeburgo promisero a Venceslao III il territorio di Meissen (Miśnia) in cambio della Pomerelia, ma il documento non fu mai finalizzato. L'ordine teutonico aveva ereditato Gniew (Mewe) da Sambor II, ottenendo così un appoggio sulla riva sinistra della Vistola. Brandeburgo occupò la parte occidentale del ducato dopo aver neutralizzato un altro pretendente all'area, il vescovo di Cammin, bruciando la sua sede.

### Ribellione del 1308 e assedio dei brandeburghesi
Nel frattempo Ladislao I aveva ristabilito il suo potere in Polonia, ma era occupato nella parte meridionale del suo regno. Nominò Bogusza come suo governatore della Pomerelia a Danzica. Nell'estate del 1308, una ribellione pomereliana in città depose le forze leali a Ladislao, che in futuro sarebbe diventato re di Polonia, e si alleò con Valdemaro di Brandeburgo. La ribellione fu guidata dalla famiglia Swienca, la quale si appellò in cerca di assistenza ai margravi. Questi ultimi entrarono a Danzica con un esercito e furono accolti dagli abitanti, mentre Bogusza e i suoi uomini si ritirarono nel castello vicino all'agglomerato urbano e subirono l'assalto dei margravi.
Bogusza, consigliato dal priore dominicano Wilhelm, fece appello ai cavalieri teutonici in Prussia, confidando sul loro sostegno.

## Occupazione teutonica
I teutonici, sotto la guida di Heinrich von Plötzke, acconsentirono ad aiutare Bogusza, e una forza composta da 100 cavalieri e 200 sostenitori vari, guidati da Günther von Schwarzburg, giunsero alle porte del castello intorno al mese di agosto.
Anche se gli storici sono concordi nel dire che nel tardo novembre 1308 il castello e l'adiacente città risultavano in controllo dei cavalieri teutonici, è oggetto di discussione il numero di vittime e l'entità della distruzione. Peter Oliver Loew scrive che per molto tempo gli storici tedeschi hanno accettato la versione degli eventi riferita dall'ordine religioso cavalleresco, e non credevano ci fosse stato un gran numero di persone uccise, ma stimavano tra le 60 e le 100 vittime. Secondo Peter Oliver Loew, il numero esatto non potrà mai essere stabilito con certezza: tuttavia, concorda con la circostanza che tutti i dati disponibili confermino la distruzione dell'insediamento durante la conquista.

### Etnie degli abitanti di Danzica
Secondo Raphael Lemkin la popolazione cittadina all'epoca era perlopiù polacca; stando a J.J O'Connell, i cavalieri prevalsero in città grazie all'aiuto da molti cittadini tedeschi che all'epoca costituivano una piccola minoranza. James Minahan scrisse che gli abitanti, per la maggioranza, erano casciubi. A detta di Peter Oliver Loew, la città era abitata anche da tedeschi e da slavi: tuttavia, i coloni tedeschi superarono numericamente la componente polacca dopo lo sterminio da lì ai secoli successivi.

### Ingresso dei teutonici in città
Secondo Błażej Śliwiński, all'epoca degli eventi Danzica, compresi gli insediamenti circostanti, contava 2 000-3 000 abitanti. Le forze dell'ordine erano arrivate in due colonne: una rinforzò la guarnigione polacca nel castello, l'altra marciò contro la città da sud e scatenò un assedio. Nel castello, emerse un conflitto tra i cavalieri teutonici e quelli polacchi, con i secondi che si opponevano al tentativo di occupazione dei primi. Dopo molti incontri, le forze polacche, in inferiorità, lasciarono la fortificazione e alcuni defezionarono agli abitanti rivoltosi della città e ai brandeburghesi. Nella sera del 12 novembre 1308, i teutonici riuscirono a penetrare le mura: durante il combattimento che ne seguì nelle strade, le truppe di Marienburg ebbero la meglio sulle forze brandeburghesi, gli abitanti e i cavalieri pomereliani. A quel punto, ebbero luogo alcune atrocità nei confronti della popolazione civile e degli avversari più tenaci. La mattina del 13 novembre i difensori erano totalmente sconfitti e nelle strade giacevano pile di cadaveri a cui si aggiungevano coloro che venivano giustiziati.
Stando a quanto riporta Halina Wątróbska, in cambio dell'aiuto ai soldati di Bogusza, ai cavalieri venne promessa metà della città. Questi ultimi allora si trasferirono, sconfissero i brandeburghesi e obbligarono i locali ad accettare Ladislao I Łokietek come loro suzerain. Tuttavia, il 13 novembre, "presero l'intera città, uccidendo chiunque si fosse frapposto".
Udo Arnold afferma che quando i brandeburghesi stavano per andare via emerse una disputa tra la guarnigione del castello e i cavalieri teutonici. Pur essendo vero che la contesa riguardava la coordinazione delle azioni successive da eseguire e alcuni pagamenti irrisolti, parrebbe che la politica dell'ordine passò dal fornire aiuto al decidere di annettere la Pomerelia e comprare i diritti legali esistenti, cosa che portò alle proteste della popolazione di Danzica. Constatato il rifiuto, il 13 novembre i teutonici decisero di scatenare la loro furia sulla maggior parte della città.
Ulrich Niess riporta che come conseguenza dell'arrivo delle forze teutoniche al castello, i brandeburghesi andarono via e presto lasciarono anche le guarnigioni provenienti dalla Pomerelia e della Cuiavia del castello dopo una disputa sorta con i cavalieri teutonici. La città, sebbene preferisse il dominio dei brandeburghesi, offrì asilo alla guarnigione e, facendo affidamento al diritto di Lubecca, rifiutò di permettere all'ordine religioso cavalleresco di entrare e abbattere le fortificazioni. Il 13 novembre le forze dell'ordine con il coinvolgimento personale di Plötzke si fecero strada in città, anche se non ci fu una grande battaglia. I conquistatori quindi istituirono un tribunale locale e imposero la demolizione su larga scala di vari edifici.

### Resoconti del massacro
Poco dopo l'occupazione, il 19 giugno 1310, i cavalieri teutonici furono accusati di avere commesso un massacro in una bolla pontificia emessa dal papa Clemente V: "È giunta alla mia attenzione la notizia che gli ufficiali e i compagni del summenzionato ordine teutonico sono ostilmente entrati nelle terre del Nostro amato figlio Ladislao, duca di Cracovia e Sandomierz, e nella città di Danzica hanno ucciso più di diecimila persone con la spada, uccidendo bambini che piangevano inermi nelle loro culle che persino gli infedeli avrebbero risparmiato". La rispettiva bolla conteneva altre accuse contro Marienburg, risultanti da una disputa tra il ramo livoniano, i cittadini dell'odierna capitale lettone e l'arcivescovo di Riga, Friedrich von Pernstein: benché ciò sia oggetto di discussione a livello accademico, quest'ultimo fu probabilmente la fonte dell'accusa delle 10 000 persone massacrate. Il documento pontificio autorizzava l'avvio del procedimento ad opera di Francesco di Moliano nel 1312 contro i teutonici e, proprio durante l'inquisizione, Moliano scomunicò l'ordine religioso cavalleresco, sebbene tale disposizione andò annullata nel 1313. La causa di Riga si risolse in favore dell'ordine teutonico con l'intervento del successore di Clemente al soglio, papa Giovanni XXII, dopo un'udienza tenutasi ad Avignone nel 1319.
Sotto il regno di Ladislao Łokietek e di suo figlio Casimiro III furono intentate altre due cause contro Marienburg ad opera delle curie locali, entrambe riguardanti la restituzione della Pomerelia: i dibattimenti si tennero a Inowrocław e Brześć Kujawski nel 1320-1321, mentre a Varsavia nel 1339. A rivestire l'incarico di giudice furono Domarat, vescovo di Poznań, Janisław, arcivescovo di Gniezno e Nikolaus (Mikolaj), abate di Mogilno nella prima occasione, Galhard di Chartres e Pierre di Gervais nella seconda. I resoconti degli scrittori coevi e dei testimoni oculari presenti a queste controversie riferiscono delle uccisioni avvenute durante l'assedio di Danzica definendoli ad esempio con espressioni con strage magna o maxima (grande strage), mentre gli accusati ammettevano di aver ucciso solo 15 o 16 cavalieri della Pomerelia. Le testimonianze di questi processi e le relazioni inerenti appaiono essenziali per gli storici al fine di ricostruire gli eventi con maggiore cognizione di causa.
Le dispute giudiziarie non sortirono alcun effetto pratico sulle politiche dell'ordine, che tra l'altro vinse entrambe le cause in appello. Nel XV secolo, epoca delle guerre polacco-teutoniche, il cronista polacco medievale Jan Długosz descriveva in prosa epica l'evento come un massacro indiscriminato di cittadini polacchi, in cui si guardava dunque a condizioni sociali, età o sesso.
Gli studiosi moderni sono divisi sull'effettiva portata degli assassinii, sebbene concordino sul fatto che siano avvenute uccisioni di massa. Matthew Kuefler afferma che gli accademici tedeschi e polacchi del XX secolo tendevano ad avere divergenze sia sul fatto che la Pomerelia appartenesse o meno alla Polonia e anche sul grado di ferocia adoperato dai conquistatori. Il comune di Danzica si accoda a quanto riferisce la storiografia biancorossa: "I cavalieri teutonici, avendo conquistato il castello nel 1308, massacrarono la popolazione. Tale evento è passato alla storia come massacro di Danzica" (in molte opere polacche, l'occupazione è infatti denominata rzeź Gdańska). Norman Davies nella sua grande opera sulla storia della Polonia, pur non insistendo sul numero di 10 000 morti, si dimostra certo sul fatto che i cavalieri scacciarono Valdemaro dalla città e massacrarono i suoi abitanti; descrizioni simili si rintracciano pure in altri testi di autori anglosassoni con sezioni sulla storia polacca. Jerzy Lukowski, nella sua "Breve storia della Polonia" (titolo originale: A concise history of Poland) asserisce che i cavalieri trucidarono gli uomini di Lokietek.
Secondo Błażej Śliwiński, la storiografia tedesca meno recente risultava più incline a fidarsi delle affermazioni dei cavalieri e sosteneva che 10 000 morti erano praticamente impossibili per una città medievale, mentre un numero compreso tra 60 e 100 era da considerarsi ragionevole. Questa opinione fu condivisa da molti storici polacchi dopo la seconda guerra mondiale ma, secondo l'autore, emergerebbero numerose prove che ciò che accadde fu effettivamente un "bagno di sangue" con un numero molto alto di vittime, sebbene non 10 000 ma più probabilmente 1 000 circa. Tali stermini, prosegue lo studioso, erano comuni nell'Europa del tempo e il termine "massacro" in epoca medievale di solito indicava l'omicidio di circa 1 000 persone (gli atti di ferocia traspaiono per tradizione anche nelle rappresentazioni artistiche di epoca recente).
Loew aggiunge che dal materiale di partenza attualmente a disposizione degli storici, il numero definito di vittime appare impossibile da stabilire. Edmund Cieślak e Czesław Biernat confermano che un genocidio di tali proporzioni, ovvero di 10 000 persone, essendo più o meno pari al totale dell'intera città, è certamente stato di gran lunga sovrastimato.
Kazimierz Jasiński sostiene il numero degli uccisi risultasse non inferiore a sessanta, e non superiore a diverse centinaia e che le vittime perirono dopo la presa di potere piuttosto che durante gli scontri: a rigor di logica, il massacro interessò individui, sia cavalieri sia comuni cittadini, indifesi, poiché avevano deposto le armi. Secondo Jasiński, le 16 morti ammesse dall'ordine si riferivano in realtà solo ai più famosi cavalieri polacchi tra quelli uccisi. Per Paul Milliman, sulla base dei dati demografici riportati nel 1312, 1320 e 1339 non emerge un qualche elemento che possa far pensare a una pulizia etnica.
J.J. O' Connell nel 1939 scrive che il numero degli abitanti assassinati non è stabilito, ma che le vittime del massacro comprendono almeno diverse decine di cavalieri e membri della nobiltà importanti, nonché un numero significativo di cittadini comuni e semplici combattenti. Marian Biskup, in una pubblicazione del 1993, dice che tra le vittime vi erano difensori del castello e cittadini insieme a membri delle loro famiglie oltre a 100 cavalieri uccisi. In definitiva, riprendendo le conclusioni di Błażej Śliwiński e di Beata Możejko, sembra corretto concludere che gli storiografi tedeschi tendono a minimizzare il numero di caduti, mentre gli storici polacchi stimano il numero tra un minimo di 60 e diverse centinaia.

### Distruzione della città
Gli storici sono divisi sul fatto che i cittadini dopo l'occupazione avessero dovuto demolire solo le mura della città o, in aggiunta, almeno una parte degli edifici. Sulla base di recenti scoperte archeologiche, Loew afferma che questa discussione sta per essere decisa a favore di coloro che sostengono anche la distruzione di una parte degli edifici: "segni di bruciature e tracce evidenti per la pianificazione del terreno all'inizio del XIV secolo dimostrano la sua distruzione [della città] negli anni 1308/1309 da parte dell'ordine teutonico".
Secondo Ulrich Niess, la distruzione della città era parte della politica dell'ordine volta ad assicurare le sue terre da potenziali rivali interni. La demolizione delle mura appariva in linea con la politica contemporanea di Marienburg di non permettere nemmeno che le proprie fondamenta fossero assai fortificate: pertanto, il rifiuto di obbedire alla richiesta dell'ordine di livellare le mura di Danzica portò all'attuazione del pugno di ferro nei confronti dei cittadini, che dovettero abbandonare le proprie abitazioni le quali in seguito andarono bruciate. Pare che un membro responsabile dell'invio delle missive tra i cavalieri avesse lui stesso riferito di questo modus operandi al papa, affermando inoltre che alcuni avevano evacuato e bruciato le proprie case volontariamente, ma per Niess ciò appare fortemente improbabile. D'altronde, prosegue lo scrittore, nella successiva cattura di Tczew (Dirschau) da parte dell'ordine, i cittadini dovettero allo stesso modo firmare un accordo in cui accettavano di evacuare le loro case, anche se questo non fu messo in atto.
Secondo Loew, le prove archeologiche suggeriscono che ci vollero un paio d'anni prima che nuove strade ed edifici fossero ultimati al posto delle strutture precedenti, anche se forse esistevano aree della città non intaccate dal provvedimento. Riferendosi ai documenti dei cittadini di Danzica che si stabilirono a Lubecca, Loew conclude che è probabile che la maggior parte dei vecchi abitanti lasciò l'insediamento nel 1308.

## Conseguenze

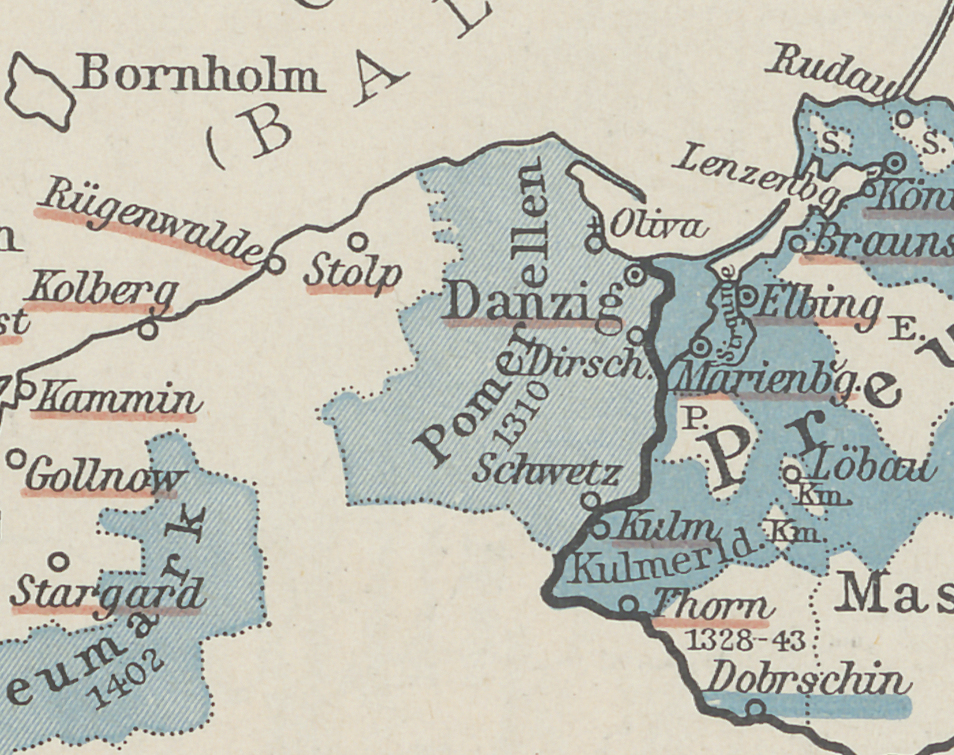
La Pomerelia (Pommerellen) mentre faceva parte dello Stato monastico dei Cavalieri Teutonici

Quando i polacchi rifiutarono di devolvere un risarcimento monetario per la conquista di Danzica da parte dei cavalieri, l'ordine si mosse presto per espugnare Świecie. I mercanti e artigiani locali dovettero affrontare le restrizioni maggiori imposte dai nuovi padroni, in quanto si preferì favorire l'agglomerato già in mano teutonica di Elbląg, un insediamento vicino che sarebbe molto cresciuto nella seconda metà del secolo, oltre a Tczew. Dopo di allora, essi si spostarono nel resto della Pomerelia sottraendola dal controllo delle truppe di Brandeburgo. Nel settembre 1309, il margravio Valdemaro di Brandeburgo-Stendal vendette i suoi diritti sul territorio all'ordine teutonico per 10 000 marchi nel trattato di Soldin (ora Myślibórz), collegando così lo Stato dell'ordine teutonico con quello del Sacro Romano Impero. Mentre per l'ordine questo "ponte di terra" con l'Impero comportò un grande miglioramento strategico, perché collegava i suoi territori sul Baltico ai suoi baliati tedeschi (Ballei), costituiva al tempo stesso una grave perdita per la Polonia, che era diventata un paese senza sbocco sul mare.
Pertanto, l'occupazione innescò una serie di conflitti tra la Polonia e l'ordine teutonico, che a sua volta innescò una diatriba nelle fazioni interne. Alcuni eminenti confratelli favorirono una concessione della Pomerelia in cambio di buoni rapporti con la Polonia, ma furono osteggiati dalla maggioranza dei cavalieri, i quali pensavano che tale concessione alla fine avrebbe portato alla loro totale espulsione dalle terre conquistate nei decenni precedenti. Questi disaccordi causarono l'abdicazione del Gran Maestro Carlo di Treviri nel 1317 (che però poi riaccettò il ruolo senza fare ritorno in Prussia nel 1318) e l'assassinio del successore, il Gran maestro Werner von Orseln nel 1330. Il possesso di Danzica e della Pomerelia da parte dell'ordine teutonico fu costantemente messo in dubbio dai re polacchi Ladislao I e Casimiro il Grande, tanto che si susseguì una serie di cause legali presso la corte papale nel 1320 e 1333. Entrambe le volte, così come nel 1339, il pontefice ordinò ai cavalieri di restituire la Pomerelia e le altre terre alla Polonia, ma essi non accettarono; di conseguenza, alla fine del 1330, scoppiò una guerra.
La pace fu ristabilita nel trattato di Kalisz del 1343; anche se i monarchi polacchi riuscirono a preservare il titolo di "Duca di Pomerania" e furono riconosciuti come signori titolari dei crociati, i teutonici mantennero il controllo di Danzica. Ad ogni modo, lo sviluppo del luogo ristagnò dopo la sua cattura da parte dei cavalieri teutonici. Inizialmente, i nuovi sovrani cercarono di ridurre l'importanza economica del centro urbano abolendo il governo locale e i privilegi dei mercanti: i membri del consiglio comunale, compresi Arnold Hecht e Conrad Letzkau, furono deposti e decapitati nel 1411. In futuro, i cavalieri furono costretti ad accettare il fatto che Danzica difendesse la propria indipendenza e fosse il porto marittimo più grande e importante della regione dopo aver superato Elbing. Grazie a tale rinnovata libertà, Danzica fiorì, beneficiando di importanti investimenti e della prosperità economica nello stato monastico e in Polonia, che stimolarono il commercio lungo la Vistola. Nel 1361 la città entrò a far parte della Lega anseatica, un'associazione mercantile, ma le barriere al commercio lungo il fiume Vistola con la Polonia causarono delle limitazioni. In virtù di siffatto impedimento, si comprende perché anche la città, oltre alla Confederazione Prussiana, presentò formalmente una petizione a Casimiro IV Jagellone per incorporare la Prussia, inclusa Danzica, nel Regno di Polonia nel 1454 ai danni dei cavalieri teutonici.

## Parallelismi con il Novecento

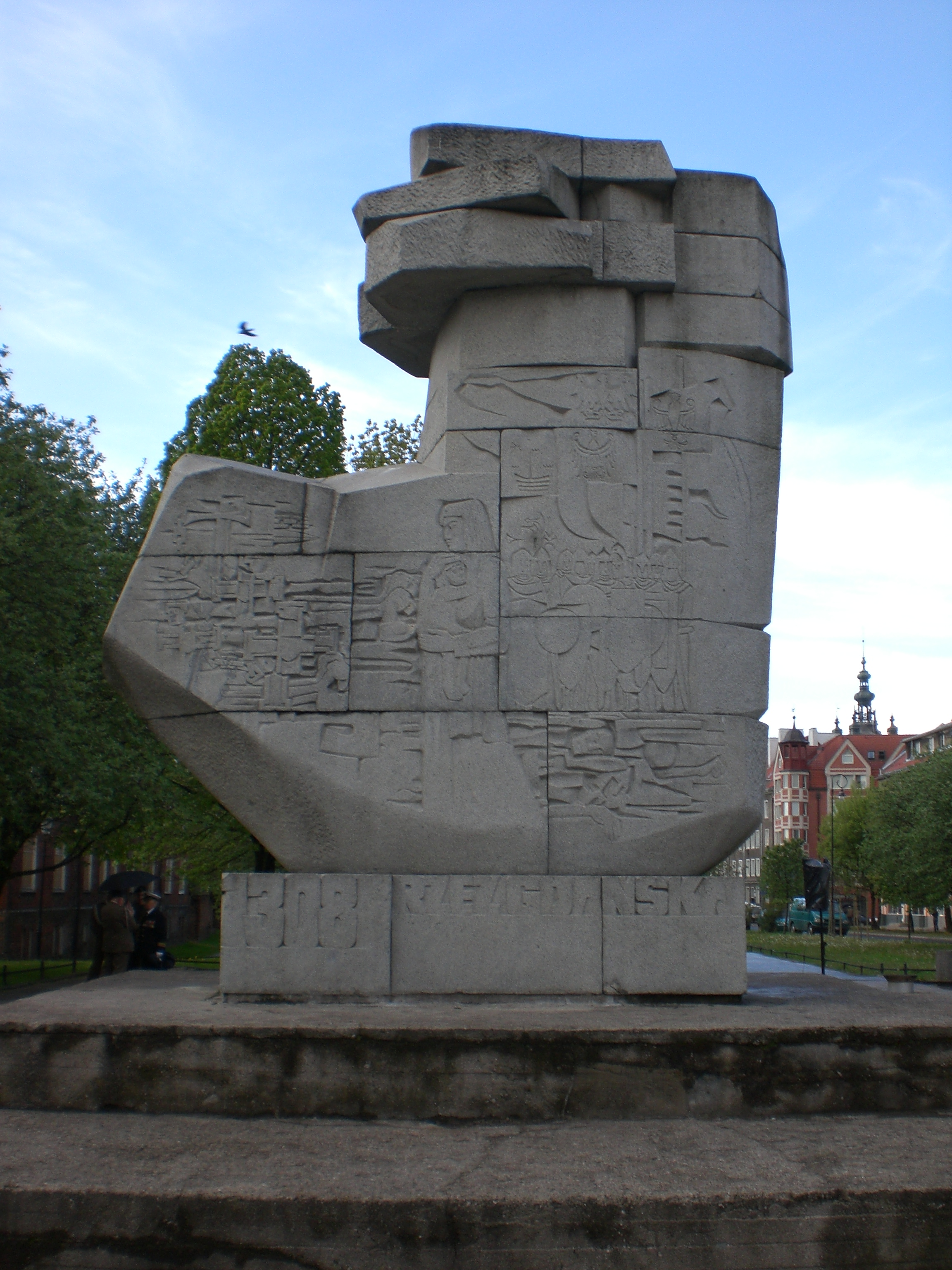
Monumento a Danzica

L'area rimase contesa tra la Germania di Weimar e la Seconda Repubblica di Polonia a seguito della prima guerra mondiale e per tutto il periodo interbellico, in virtù del particolare status che le era stato assegnato per evitare ulteriori scaramucce. Dopo che la Germania nazista annesse la Città Libera di Danzica nella seconda guerra mondiale, il governo in esilio della Polonia affermò che i cavalieri avevano "trucid[ato...] 10 000 anime", paragonò i tedeschi del Novecento a quelli di un tempo e distorse gli eventi in chiave antinazionalsocialista.
Nel 1969, le autorità cittadine polacche dedicarono un monumento volto a commemorare il massacro della popolazione di Danzica nel 1308. Il suo scopo dichiarato risultava quello di diffondere un'analogia tra gli eventi del 1308 e i crimini tedeschi della seconda guerra mondiale. Sul monumento, chiamato Tym co za Polskość Gdańska ("Per coloro che hanno combattuto/sono caduti/si sono opposti per la "polacchità" di Danzica"), sono menzionate le date 1308, 1454, 1466 e 1939, che mettono in relazione gli eventi del 1308 con la guerra dei tredici anni e con la seconda guerra mondiale.